# نوكيا 106
نوكيا 106 هو هاتف محمول من نوكيا يعمل بنظام سيمبيان تم الكشف عنه عام 2013، تم طرحه في الأسواق في 2013.

## الخصائص
- نظام التشغيل: سيمبيان
- الوزن: 74
- الذاكرة: 384 كليو بايت رام

## التوفر
يتوفر باللون: أسود، أبيض، أحمر